# Mimorista trimaculalis
Mimorista trimaculalis is een vlinder uit de familie van de grasmotten (Crambidae), uit de onderfamilie van de Spilomelinae. De wetenschappelijke naam van deze soort is voor het eerst voorgesteld als Botis trimaculalis door Augustus Radcliffe Grote in een publicatie uit 1878.
De soort komt voor in de Verenigde Staten.